# Noticia Hispanoamericana
Noticia Hispanoamericana es un periódico en español que se distribuye en Nueva York y Nueva Jersey (EE. UU.) a diario desde 1992, para cubrir las necesidades de información de la comunidad hispana. Es una publicación de Hispanic Digital Network. Cubre principalmente las áreas de Long Island, Queens, Brooklyn y Manhattan.
Los propietarios del periódico son Mr. William Diaz y Vicky Diaz. El editor del periódico es Jesús Rios. 
La dirección de su sede en Nueva York es:
636 Seaman Ave., Baldwin, NY 11510 
Teléfono: (516) 223-5678 

## Secciones
1. Noticias de Long Island
2. Noticias de Nueva York
3. Noticias Nacionales (EE. UU.)
4. Noticias Internacionales
5. Noticias de América Latina
6. Inmigración
7. Deportes
8. Gente Activa
9. Autoñ

?mnp
1. Anuncios
2. Comunidad
3. Cultura
4. Economía
5. Entretenimiento
6. Especial
7. Farándula
8. Salud
9. Viajes
10. Vida Sexual

Dentro de Clasificados, se encuentran otras 5 secciones:  
1. Empleos
2. Vehículos
3. Bienes Raíces
4. Avisos Personales
5. Artículos en Venta